# Johana III. Burgundská
Johana Burgundská (francouzsky Jeanne de France, Jeanne de Bourgogne, 1./2. května? 1308 – 10./15. srpna? 1347) byla burgundská vévodkyně a hraběnka z Artois z dynastie Kapetovců.

## Život
Byla nejstarší dcerou francouzského krále Filipa a Johany, dcery Oty Burgundského. Roku 1316 byla zasnoubena s burgundským vévodou Odem. Svatba se konala v Paříži 18. června 1318. Roku 1330 po matčině smrti zdědila titul hraběnky burgundské a z Artois.
Ze sedmi dětí se dospělosti dožil pouze syn Filip Burgundský, který zemřel roku 1346 po pádu z koně při obléhání Aiguillonu. Johana zemřela o rok později a byla pohřbena v cisterciáckém klášteře Fontenay. Její tituly zdědil Filipův čtyřletý syn, jímž roku 1361 vymřeli burgundští vévodové z dynastie Kapetovců po meči.